# Omphale épingle
Rickenella fibula
Espèce
Rickenella fibula (omphale épingle, omphale aiguille ou omphale bibelot) est une espèce de champignons (Fungi) basidiomycètes de la famille des Tricholomataceae.
Ce minuscule champignon a été classé sous un nombre de genres inversement proportionnel à sa taille, passant du genre Agaricus (1784) à Micromphale (1821), Omphalina (1886), Hygrocybe (1889), Omphalia (1922), Mycena (1938), Hemimycena (1943), Marasmiellus (1948), Gerronema (1961) et enfin Rickenella (1973).
Son épithète spécifique est tirée du latin fibula, « fibule » ou « épingle », en référence à sa forme caractéristique.

## Description
- Chapeau de 0,5 à 1,5 cm de diamètre, jaune orangé, déprimé et plus foncé au centre, légèrement sillonné radialement.
- Lames blanches à jaune pâle, décurrentes. Sporée blanche.
- Pied de 3 à 7 cm de hauteur, orange pâle, très fin (1 à 2 mm) un peu duveteux à la base.
- Chair orange, mince. Odeur et saveur fongiques faibles.

## Habitat
Assez commun, Rickenella fibula pousse toute l'année dans l'herbe rase ou la mousse.

## Comestibilité
C'est un champignon comestible mais trop ténu pour être utilisé.

## Espèces proches
Le genre Rickenella et les genres proches comptent des dizaines d'espèces assez similaires. Rickenella fibula est la plus commune dans les pelouses des jardins après la pluie ou la rosée. Sa taille très petite évite aussi toute possibilité de confusion avec le laccaire laqué ou le marasme des Oréades.